# Linverville
Linverville est une ancienne commune du département de la Manche. Elle fusionne avec Montcarville et Gouville en l'an III de la République.

## Géographie
La paroisse se trouvait au sud du bourg de Gouville sur la route de Blainville-sur-Mer.

## Toponymie
Le nom de la localité est attesté sous la forme Livervilla en 1175, Livervilla en 1180, Livervilla vers 1280, Liverville en 1380.
Le premier élément représente le nom de personne anglo-saxon Lēofhere (que l'on rencontre dans Liverton, GB, Liuretun 1086) ou encore Leofraed / Levred accolé à l'appellatif vile signifiant en ancien français « domaine rural » et issu du latin villa rustica.
Ernest Nègre a quant à lui proposé le nom de personne germanique continental Liutbertus, or aucune forme ancienne n'est en -ber-, en outre, en Normandie, -ber- ne devient pas *-ver- (cf. Héberville, Auberville, Guilberville, etc.). Le passage de [i] à [ɛ̃] dans Liver- > Linver- correspond à une nasalisation spontanée. Il existe le nom de personne scandinave Liðvarðr : Liðvarðr > Liver- par effacement régulier de [ð] et fermeture de la voyelle devant [r].

## Histoire
La paroisse de Linverville a été fondée au VIIe siècle par saint Ouen.
Les seigneurs de Linverville furent les Louvel avant d’être les de Ver. La branche aînée de la famille de Ver, d'extraction chevaleresque, disparue entre 1418 et 1450, pendant l'occupation Anglaise, avec Jehan de Ver, mort au Mont-Saint-Michel. Sa fille, Jeanne de Ver, qui épousa en 1451 Jean de La Luzerne, est titrée de dame de Ver et de Linverville.

Puis le fief revint à nouveau aux Louvel, seigneurs de Montmartin, qui le gardèrent jusque sous Louis XIV où ils vendirent leur manoir de Linverville et le domaine à la famille de Bordes de Folligny qui les conserva jusqu’à la veille de la Révolution.
En 1792, chacune des trois paroisses de Linverville, Montcarville et Gouville-sur-Mer est dotée d’un maire assisté d’un officier public et les trois registres paroissiaux sont clos officiellement. Il faut attendre 1795 pour que la réunion des trois paroisses constitue une seule commune : Gouville.

## Administration
| Période | Période | Identité | Étiquette | Qualité |
| --- | ------- | -------- | --------- | ------- |
| Une partie des données est issue de liste établie par issue de l'ouvrage "601 communes et lieux de vie de la Manche" |         |          |           |         |

## Démographie
Linverville comptait 339 habitants en 1793.

## Lieux et monuments

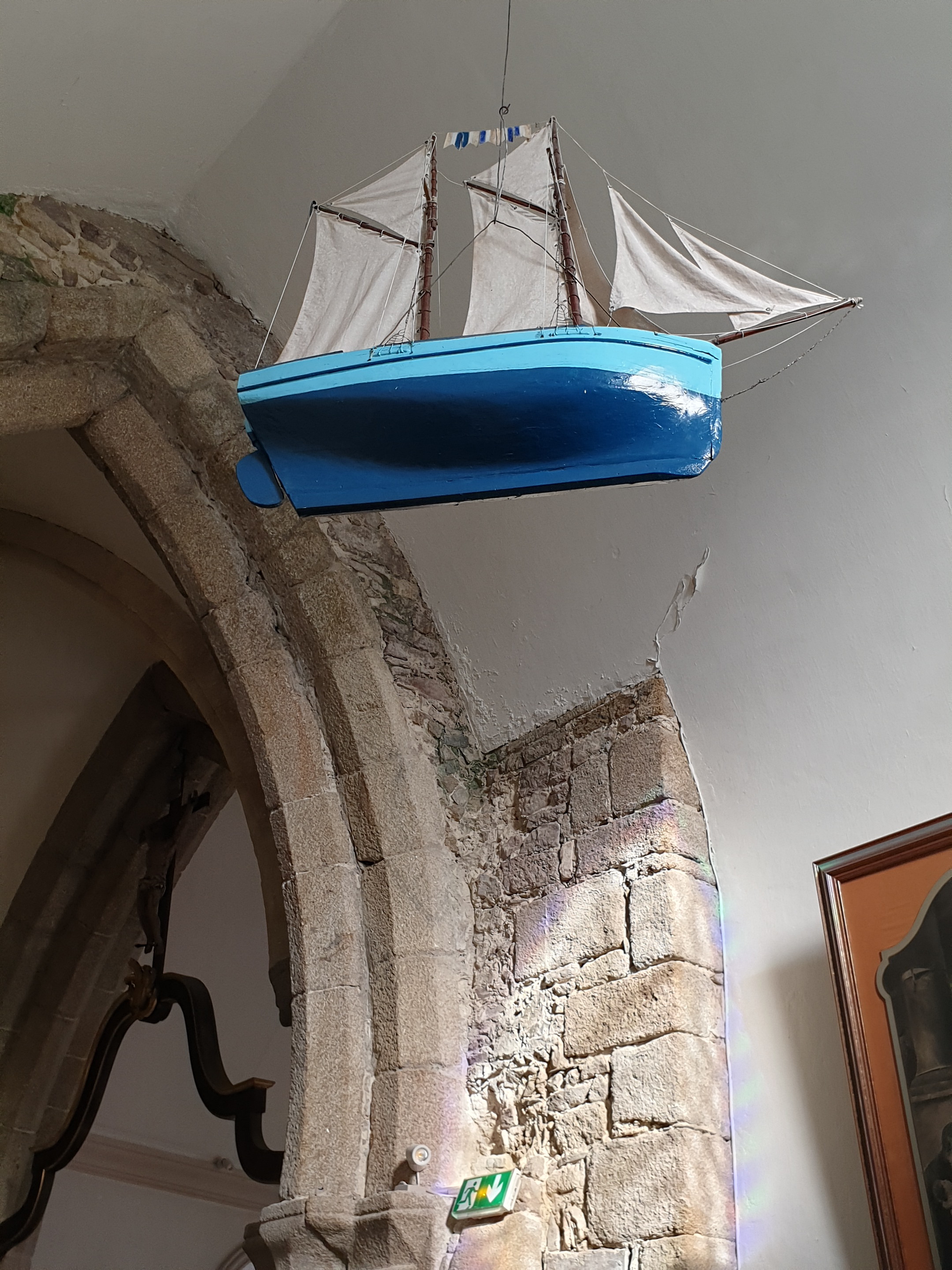
Un des trois bateaux ex-voto dans l'église Saint-Ouen

- Église Saint-Ouen modifiée aux XVIIIe et XIXe siècles, avec un cadran solaire. Elle abrite un vitrail de la "Pêche Miraculeuse" ainsi que trois bateaux ex-voto[11]. Les piliers et les arcades qui soutiennent la tour, placée entre chœur et nef, appartiennent au style roman. Les arceaux de la voûte tombent sur des consoles ou modillons, figurant des têtes humaines. C'est la seule partie de l'église qui offre quelque intérêt[12].
- Corps de garde ou cabane vauban datant de 1744[13].
- Le château des forges construit par Jean-Gilles Legoupy (1791-1866), commandant de garde nationale de Paris.
- Pierre druidique au lieu-dit Autel-Giaud[6].